# Episodi di Rise of the Teenage Mutant Ninja Turtles - Il destino delle Tartarughe Ninja (seconda stagione)
La seconda e ultima stagione della serie animata Rise of the Teenage Mutant Ninja Turtles - Il destino delle Tartarughe Ninja è stata trasmessa in prima visione negli Stati Uniti d'America sul canale Nickelodeon dal 23 novembre 2019.
| n° (serie) | n° (stagione) | Titolo italiano                  | Titolo originale                                      | Prima TV Italia | Prima TV USA     |
| ---------- | ------------- | -------------------------------- | ----------------------------------------------------- | --------------- | ---------------- |
| 27         | 1             |                                  | Many Unhappy Returns                                  |                 | 23 novembre 2019 |
| 28         | 2             |                                  | Todd Scouts                                           |                 | 30 novembre 2019 |
| 28         | 2             | Goyles, Goyles, Goyles           |                                                       |                 | 30 novembre 2019 |
| 29         | 3             |                                  | Flushed, But Never Forgotten                          |                 | 12 ottobre 2019  |
| 29         | 3             | Lair Games                       |                                                       |                 | 12 ottobre 2019  |
| 30         | 4             |                                  | Breaking Purple                                       |                 | 24 aprile 2020   |
| 30         | 4             | Repairin' the Baron              |                                                       |                 |                  |
| 31         | 5             |                                  | Air Turtle                                            |                 |                  |
| 31         | 5             | Pizza Puff's                     |                                                       |                 |                  |
| 32         | 6             |                                  | Sidekick Ahoy!                                        |                 | 15 maggio 2020   |
| 32         | 6             | The Hidden City Job              |                                                       |                 |                  |
| 33         | 7             |                                  | Always Be Brownies                                    |                 |                  |
| 33         | 7             | Mystery Meat                     |                                                       |                 |                  |
| 34         | 8             |                                  | Donnie vs. Witch Town                                 |                 | 19 giugno 2020   |
| 34         | 8             | Raph's Ride-Along                |                                                       |                 |                  |
| 35         | 9             |                                  | Hidden City's Most Wanted                             |                 |                  |
| 35         | 9             | Bad Hair Day                     |                                                       |                 |                  |
| 36         | 10            |                                  | Fists of Furry                                        |                 | 17 luglio 2020   |
| 36         | 10            | I vestiti non fanno la tartaruga | The Clothes Don't Make the Turtle                     |                 |                  |
| 37         | 11            |                                  | Battle Nexus: New York                                |                 |                  |
| 38         | 12            |                                  | Finale Part 1: E-Turtle Sunshine of the Spotless Mind |                 | 7 agosto 2020    |
| 38         | 12            | Finale Part 2: Shreddy or Not    |                                                       |                 | 7 agosto 2020    |
| 39         | 13            |                                  | Finale Part 3: Anatawa Hitorijanai                    |                 | 7 agosto 2020    |
| 39         | 13            | Finale Part 4: Rise              |                                                       |                 | 7 agosto 2020    |